# Langdorp

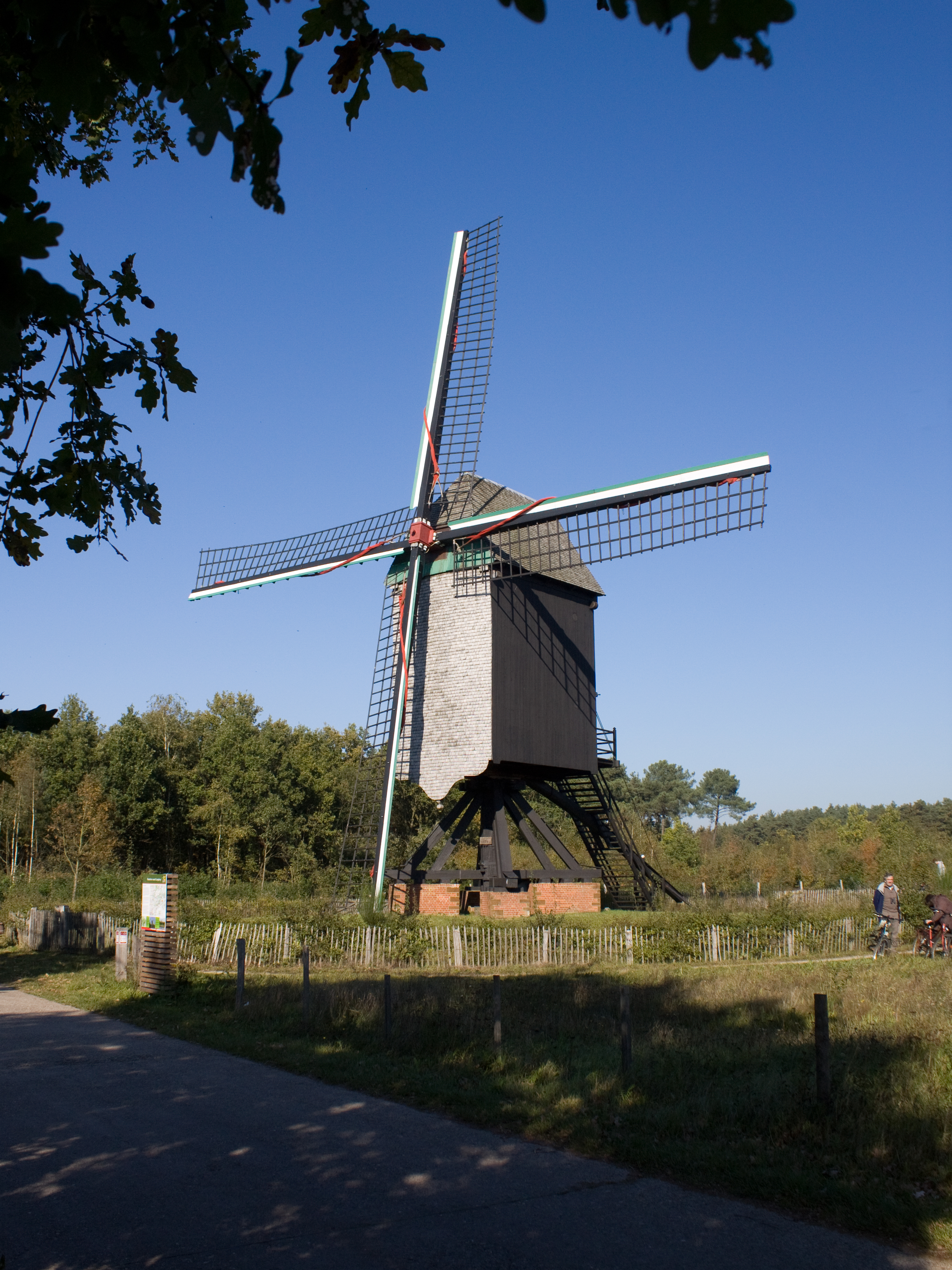
Heimolen in Langdorp

Langdorp is een Vlaamse deelgemeente van de Brabantse stad Aarschot in de Belgische provincie Vlaams-Brabant. Langdorp was een zelfstandige gemeente tot aan de gemeentelijke herindeling van 1 januari 1977.

## Geografie
Langdorp ligt langs de rivier de Demer, vormt aldus een grensdorp tussen Kempen en Hageland, en bestaat uit de woonkernen Langdorp (centrum), Gijmel en Wolfsdonk.

## Bezienswaardigheden
- De Heimolen in Langdorp is een van de oudste molenconstructies van Vlaanderen. De molen werd gebouwd in 1662 en volledig gerestaureerd in 1998.[1]
- Bijzonder waardevol zijn de Sint-Pieterskerk.[2] en het ommuurde kerkhof, de pastorie met de bijhorende tuin, het bouwblok met de oude herenwoning van de dorpsnotabelen en het gemeentehuis uit 1860. Die bepalen het gezicht van Langdorp als aantrekkelijke dorpskern op de oever van de Demer. De Sint-Pieterskerk is architectuurhistorisch een opmerkelijk bouwwerk en biedt onderdak aan een recent gerestaureerd en erg waardevol Robustelly-orgel. In de toren van de kerk hingen steeds twee klokken, maar naar aanleiding van de aanstelling van een nieuwe pastoor werd het klassiek viergelui hersteld. Er worden dus twee klokken bijgegoten. Deze werden feestelijk gewijd op 18 mei 2008 in de Sint-Pieterskerk in een viering voorgegaan door kardinaal Danneels.

## Natuur en landschap
Langdorp ligt op de grens van de Zuiderkempen en het Hageland. Ten zuiden van Langdorp stroomt de Demer. Ook loopt er de Laak. Ten noorden van Langdorp ligt een bosgebied. Hier ligt een reeks getuigenheuvels met kernen van ijzerzandsteen.De hoogte daarvan loopt op tot 48 meter. 

## Demografische ontwikkeling
- Bronnen:NIS, Opm:1831 tot en met 1970=volkstellingen

## Cultuur
Langdorp heeft ook een naturistenterrein Vennebos aan de Klein Opperstraat.

### Evenementen
Op de feestdag van Sint-Pieter viert de dorpsgemeenschap zijn jaarlijkse Sint-Pieterskermis.

## Mobiliteit
Langdorp heeft een eigen station Langdorp langs de spoorlijn 35 Leuven - Hasselt.

## Bekende inwoners
Bekende personen die geboren of woonachtig zijn of waren in Langdorp of een andere significante band met het dorp hebben:
- Bram Verbruggen, VRT weerman
- Elke Vanelderen, omroepster
- Frans Verbeeck, wielrenner
- Nestor Gerard (1897-1996), fotograaf
- Els Beerten, schrijfster van jeugdboeken
- Greet De Keyser, journaliste
- Jean-Baptiste Van den Eynde (1803-1876), volksvertegenwoordiger, magistraat
- Goedele Wachters, VRT nieuwslezeres
- Zohra Aït-Fath, DJ

## Nabijgelegen kernen
Aarschot, Gijmel, Testelt, Wolfsdonk
Deelgemeenten: Aarschot · Gelrode · Langdorp · Rillaar · Wolfsdonk

Belgische gemeenten · Arrondissement Leuven · Vlaams-Brabant · Vlaanderen